# Rastovac (Nikšić)
Rastovac es una localidad de Montenegro perteneciente al municipio de Nikšić en el oeste del país.
En 2011 tenía una población de 1535 habitantes, de los cuales 1025 eran étnicamente montenegrinos y 381 serbios.
La localidad está formada por un conjunto de huertos y casas de campo situadas en la periferia septentrional de la ciudad de Nikšić. La población se ha desarrollado a lo largo del siglo XX por su proximidad a la ciudad.

## Demografía
La localidad ha tenido la siguiente evolución demográfica:
| Gráfica de evolución demográfica de Rastovac entre 1948 y 2003 |
|                                                                |